# 宵夜森ノ姫
『宵夜森ノ姫』（よいよもりノひめ）とは、ētrireから2015年3月26日に発売されたPlayStation Portable用ソフト。

## あらすじ
敵国シュタールに町を焼かれ、逃げまどってるうちに「一度迷い込んだら二度と戻ってこれない」という宵夜森に迷い込んでしまったイルザ。
森で気を失ったイルザに手を差し伸べたのは、シュタールに復讐を誓う7人の男たち。
彼らは、大罪の感情が高ぶると、禍宵と呼ばれる異形のものと化するというハンデを背負っていた。

## 登場人物

### 屋敷の住人達
イルザ（名前変更可能）
声 ‐ なし
本作の主人公。優しくも芯が強い人物。
クラウス
声 ‐ 前野智昭
宵夜森の屋敷の住人の一人であり、住人たちのリーダー格。どれをとっても完璧であるがゆえに傲慢になりやすい。
ランベルト
声 ‐ 杉田智和
屋敷の住人の一人である強面の男性で、かつてシュタール軍の傭兵だった。トラブルに関わらぬよう常に無関心をよそっているが、年下の人物や小動物に懐かれやすく、結局面倒を見る。また、かなり単純な性格。
ハーロルト
声 ‐ 松岡禎丞
屋敷の住人の一人。子どもっぽい身体・精神に嫌気がさしており、大人になることを夢見ている。面倒見は良いが、短気。
ルッツ
声 ‐ 岸尾だいすけ
屋敷の住人の一人で、元々はシュタールの一市民だったが、戦乱で家族を失ったという経歴を持つ。三兄弟の末っ子だった故、さみしがり屋で少々わがままな性格の持ち主。その一方で、明るい性格で、誰とでも仲良くなることができる。
ミリヤム
声 ‐ 平川大輔
屋敷の住人の一人。特に女性に対しては優しいが、消極的でだらしがない。
ウルリヒ
声 ‐ 岡本信彦
屋敷の住人の一人である少年。シュタールに隠れ里を構える少数民族・コバル族の出身であり、超人的な身体能力を持つこともあって、内向的な性格をしている。また、基本的に片言で話す。
ユリアン
声 ‐ 宮田幸季
屋敷の住人の一人。穏やかな性格だが、当事者にしかわからないことに言及するなど鋭いところがある。

### その他
エーレンフリート
声 ‐ 鈴木千尋
シュタール王国王子にして、実質的最高権力者。優雅な言動をとりつつも、実際は冷酷な人物。また、自らの行いを正義と称して正当化する傾向にある。
ヴィルマ
声 - 槇みなみ
シュタール王国女王にして、エーレンフリートの母。
ヴェルディ
声 - 津田拓
ヴェルディの傭兵時代の仲間。日和見主義者で、裏切りも平気で行う。
アルノルト
声 - 宮負潤
ウルリヒと同じくコバル族の出身の少年で、平気で残酷なことも行う。子どもながらにシュタール王国の生物兵器となった。

## 主題歌
オープニングテーマ「惑いの月」
作詞 ‐ Marria'/作曲・編曲 ‐ 石濱翔/歌 ‐ Marria'
エンディングテーマ「眠る森の果て」
作詞 ‐ 中川奈美/作曲 ‐ 岡部啓一/編曲 ‐ 永谷喬夫/歌 ‐ 中川奈美